# Аріан Шлутер
Аріан Шлутер (нід. Ariane Schluter; нар. 1 лютого 1966, Ворбюрг, Нідерланди) — нідерландська акторка, письменниця і перекладачка.

## Біографія
Народилася 1 лютого 1966 року у Ворбурзі, Південна Голландія, Нідерланди. Навчалася в Маастрихтській академії драматичного мистецтва. Після закінчення навчання вона знялася в різних театральних постановках. Зараз займається акторською, перекладацькою та писемною творчістю. Здебільшого відома через свої ролі у фільмах «Обвинувачуваний» (нід. «Lucia de B.», 2014), «Королівська сваха» (нід. «De matchmaker», 2018) та «Маленький Тоні» (нід. «Kleine Teun», 1998).

## Творчість

### Фільмографія
- 06 або 1-900(1994);
- Ходячі тіні (1995);
- Сукня (1996);
- Пасажир без квитка (1997);

- Маленький Тоні (1998);
- Опір (2003);
- Скарб (2004);
- Йохан (2005);
- Офіціант (2006);
- Пандора (2007);
- Темний будинок (2009);
- Королівська сваха (2018);
- Маттерхорн (2013);
- Обвинувачуваний (2014);
- Інстинкт (2019)[2].

### Перекладацька діяльність
- Яблука Москви (Крістіна Горчева-Ньюберрі);
- Що ми ділимо (Емілі Пайн);
- Вінтерен (Кетрін Мей);
- Все, що я не можу сказати (Емілі Пайн);
- Тато (Емма Кляйн);
- Кассандра Дарк (Позі Сіммондс);
- Подорож великої панди та маленького дракона (Джеймс Норбері);
- Велика панда і маленький дракон (Джеймс Норбері)[3].

## Нагороди

### Кінопремії
Багаторазова учасниця Голандського кінофестиваля (1994, 2014, 2015) і учасниця Міланського міжнародного кінофестиваля (MIFF Award, 2016).
| Нагорода        | Рік  | Категорія                                | Робота                               | Результат |
| --------------- | ---- | ---------------------------------------- | ------------------------------------ | --------- |
| Золоте теля     | 1994 | Краща жіноча роль                        | 06 (нід. «1-900»)                    | Номінація |
| Золоте теля     | 1994 | Спеціальний приз журі                    | 06 (нід. «1-900»)                    | Перемога  |
| Золоте теля     | 2014 | Краща жіноча роль                        | Обвинувачуваний (нід. «Lucia de B.») | Номінація |
| Золоте теля     | 2015 | Краща жіноча роль у драматичному серіалі | Гарне життя (нід. «Een goed leven»)  | Перемога  |
| Rembrandt Award | 2015 | Краща голандська акторка                 | Обвинувачуваний (нід. «Lucia de B.») | Номінація |
| MIFF Award      | 2016 | Краща роль                               | Обвинувачуваний (нід. «Lucia de B.») | Перемога  |